# 20 років СНД (монета)
«20 ро́ків СНД» — ювілейна монета номіналом 2 гривні, випущена Національним банком України, присвячена геополітичному об'єднанню держав пострадянського простору після розпаду СРСР.
Монету введено в обіг 28 жовтня 2011 року. Вона належить до серії «Інші монети».

## Опис монети та характеристики
| Номінал грн. | Метал      | Маса, г | Діаметр, мм | Якість виготовлення       | Гурт     | Тираж, штук |
| ------------ | ---------- | ------- | ----------- | ------------------------- | -------- | ----------- |
| 2            | нейзильбер | 12,8    | 31,0        | спеціальний анциркулейтед | рифлений | 30 000      |

### Аверс
На аверсі монети розміщено: угорі малий Державний Герб України та напис півколом «НАЦІОНАЛЬНИЙ БАНК УКРАЇНИ», унизу рік карбування монети, номінал — «2011/ДВІ ГРИВНІ», логотип Монетного двору Національного банку України; у центрі зображено Державний Прапор України (елемент оздоблення — емаль) в обрамленні стилізованого калинового вінка.

### Реверс
На реверсі монети на матовому тлі зображено емблему Співдружності Незалежних Держав, під якою розміщено напис «20/РОКІВ», та угорі півколом — «СПІВДРУЖНІСТЬ НЕЗАЛЕЖНИХ ДЕРЖАВ».

## Автори

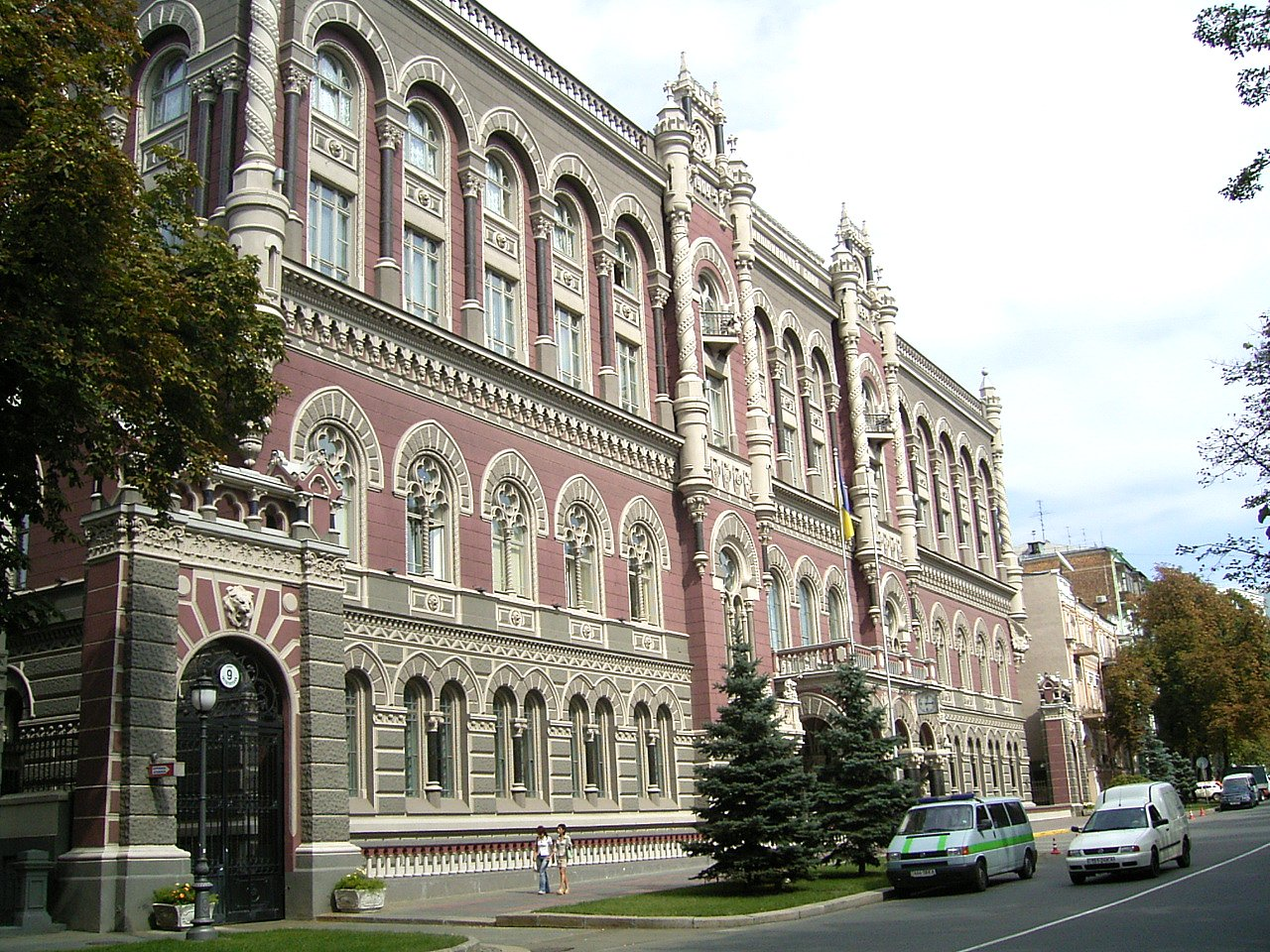
Будівля Національного банку України

- Художники: Іваненко Святослав, Таран Володимир, Харук Олександр, Харук Сергій.
- Скульптори: Дем'яненко Анатолій, Іваненко Святослав.

## Вартість монети
Під час введення монети до обігу в 2011 році, Національний банк України реалізовував монету через свої філії за ціною 15 гривень.
Фактична приблизна вартість монети, з роками змінювалася так:
| Рік        | 2012 | 2013 | 2014 | 2015 | 2016 | 2017 | 2018 | 2019 | 2020 | 2021 | 2022 | 2023 | 2024 | 2025 |
| ---------- | ---- | ---- | ---- | ---- | ---- | ---- | ---- | ---- | ---- | ---- | ---- | ---- | ---- | ---- |
| Ціна, грн. | 25   | 35   | 30   | 35   | 55   | 70   | 75   | 85   | 90   | 95   | 110  | 220  | 340  | 340  |